# Джалилов, Турал Алим оглы
Тура́л Али́м оглы́ Джали́лов (азерб. Tural Alim oğlu Cəlilov; 28 ноября 1986, Хачмас, Азербайджанская ССР, СССР) — азербайджанский футболист. Амплуа — полузащитник. Выступал в национальной сборной Азербайджана.

## Биография
В футбол начал играть в возрасте 11 лет в детской футбольной школе родного города Хачмас. Первый тренер — Зохраб Махмудов.
Выступал за клубы «Адлийя» (Баку) и «Гянджларбирлийи» (Сумгаит).
В 2007—2010 защищал цвета команды азербайджанской премьер-лиги — «Симург» (Закаталы).
По итогам подсчёта, проведённого агентством «АПА-Спорт», Турал Джалилов явился единственным местным игроком, который выходил на поле во всех 26 матчах XVII чемпионата Азербайджана по футболу в сезоне 2008/2009 годов.

## Выступления за сборную Азербайджана
Дебют в составе национальной сборной Азербайджана состоялся 19 ноября 2008 года в Баку, во время товарищеского матча между сборными Азербайджана и Албании, закончившегося вничью 1:1.

## Достижения
- Бронзовый призёр Премьер-лиги Азербайджана: 2008/09 (в составе «Симурга»)